# Responsabilidad social corporativa
La responsabilidad social corporativa (RSC) o responsabilidad social empresarial (RSE) es la responsabilidad que las empresas e industrias tiene con respecto al medio ambiente y con el conjunto de la sociedad de la que forma parte. Se define como la contribución activa y voluntaria a la mejora social, económica y responsabilidad ambiental  por parte de las empresas, generalmente con el objetivo de mejorar su competitividad y su valor añadido. El sistema de evaluación de desempeño conjunto de la organización en estas tres vertientes se conoce como, el triple resultado.
La responsabilidad social corporativa va más allá del cumplimiento de las leyes y las normas jurídicas, dando por supuesto su respeto y su estricto cumplimiento. En este sentido, la legislación laboral y las normativas relacionadas con el medio ambiente son el punto de partida con la responsabilidad ambiental. El cumplimiento de estas normativas básicas no se corresponde con la responsabilidad social, sino con las obligaciones que cualquier empresa debe cumplir legalmente simplemente por el hecho de realizar su actividad. Sería difícilmente comprensible que una empresa alegara actividades de RSC si no ha cumplido o no cumple con la legislación de referencia para su actividad.
Bajo este concepto de administración y gestión, se engloban un conjunto de prácticas, estrategias y sistemas de gestión empresariales que persiguen un nuevo equilibrio entre las dimensiones económicas, sociales y ambientales. Los antecedentes de la RSC se remontan al siglo XIX, en el marco del cooperativismo y el asociacionismo que buscaban conciliar eficacia empresarial con principios sociales de democracia, autoayuda, apoyo a la comunidad y justicia distributiva. Sus máximos exponentes en la actualidad son las empresas de economía social, por definición, empresas socialmente responsables.
El concepto de responsabilidad social empresarial tiene múltiples interpretaciones, según quién lo emplee. Las perspectivas más integrales y avanzadas sostienen que una empresa es socialmente responsable cuando, al tomar decisiones, considera el impacto de sus acciones en las comunidades, los trabajadores y el medio ambiente, e integra de manera efectiva los intereses de estos actores en sus procesos y resultados.
El primero en desarrollar el concepto fue Howard R. Bowen en el año 1953, en un texto auspiciado por la “iglesia protestante”.

## Concepto
Para la Organización Internacional del Trabajo (OIT), la responsabilidad social de la empresa es el conjunto de acciones que realiza para que sus actividades tengan repercusiones positivas sobre la sociedad y que afirman los principios y valores por los que la empresa se rige, tanto en sus propios métodos y procesos internos como en su relación con los demás actores. La RSE es una iniciativa de carácter voluntario.
La responsabilidad social empresarial (RSE) es el conjunto de obligaciones inherentes a la libre asunción de un estado o condición, aún no tipificado por el ordenamiento jurídico positivo (leyes), pero cuya fuerza vinculante y previa tipificación proceden de la íntima convicción social de que su incumplimiento supone la infracción de la norma de cultura.
Responsabilidad social empresarial es una forma de gestión que se define por la relación ética de la empresa con los accionistas, y por el establecimiento de metas empresariales compatibles con el respeto de la diversidad y con la reducción de las desigualdades sociales.
La gestión responsable de la empresa implica que esta actúe conciliando (punto de equilibrio) los intereses del negocio con las expectativas que de ella tiene la comunidad (en especial sus grupos de interés y los stakeholders).
Las principales responsabilidades éticas de la empresa con los trabajadores y la comunidad son:
- Servir a la sociedad con productos útiles y en condiciones justas.
- Crear riqueza de la manera más eficaz posible.
- Respetar los derechos humanos con unas condiciones de trabajo dignas que favorezcan la seguridad y salud laboral y el desarrollo humano y profesional de los trabajadores.
- Procurar la continuidad de la empresa y, si es posible, lograr un crecimiento razonable.
- Respetar el medio ambiente, evitando en lo posible cualquier tipo de contaminación, minimizando la generación de residuos y racionalizando el uso de los recursos naturales y energéticos.
- Cumplir con rigor las leyes, reglamentos, normas y costumbres, respetando los legítimos contratos y compromisos adquiridos con el trabajador.
- Procurar la distribución equitativa de la riqueza generada.[12]
- Seguimiento del cumplimiento de la legislación por parte de la empresa.
- Mantenimiento de la ética empresarial y lucha contra la corrupción.
- Supervisión de las condiciones laborales y de salud de los trabajadores.
- Seguimiento de la gestión de los recursos y los residuos.
- Revisión de la eficiencia energética de la empresa.
- Correcto uso del agua.
- Lucha contra el cambio climático.
- Evaluación de riesgos ambientales y sociales.
- Supervisión de la adecuación de la cadena de suministro.
- Diseño e implementación de estrategias de asociación y colaboración de la empresa.
- Implicar a los consumidores, comunidades locales y resto de la sociedad.
- Implicar a los empleados en las buenas prácticas de RSE.
- Marketing y construcción de la reputación corporativa.
- Mejorar las posibilidades y oportunidades de la comunidad donde se establece la empresa.

El capitalismo socialmente responsable o capitalismo consciente (o con conciencia) se basa en la responsabilidad social corporativa de las empresas.

### Principios regulares básicos
- Declaración tripartita de principios sobre las empresas multinacionales y la política social.[15]
- Resolución del Parlamento Europeo, de 13 de marzo de 2007, sobre la responsabilidad social de las empresas: una nueva asociación.[16]

## Diferencias entre RSE y RSC
Hay una sutil diferencia en el significado de la responsabilidad social corporativa (RSC) y de la responsabilidad social empresarial (RSE), en la medida en que se distingue entre la empresa y la corporación, entendiendo que esta última incorpora a todas las organizaciones, empresariales o no, independientemente de su tamaño, aunque para muchos ambas expresiones significan lo mismo. 
Sí es unánimemente reconocida la diferencia entre RSE o RSC y responsabilidad social (RS). La responsabilidad social se entiende como el compromiso que tienen todos los ciudadanos, las instituciones –públicas o privadas– y las organizaciones sociales, en general, para contribuir al aumento del bienestar de la sociedad local o global. Es necesario decir que frecuentemente se abrevian indistintamente las tres para referirse a la responsabilidad social corporativa. En todo caso, la RS se aplica no solo a las compañías privadas. La Responsabilidad Social Corporativa (RSC), se ha ampliado para incorporar a las agencias gubernamentales y a otras organizaciones, que tengan un claro interés en mostrar cómo realizan su trabajo.
Dada la implantación del nuevo paradigma de la RS en todas las esferas de las sociedad, algunos autores empiezan a emplear el término RSO o Responsabilidad Social Organizacional, con el que abarcan simultáneamente a distintos grupos de interés: empresas, sindicatos, universidades, ONG, partidos políticos, administraciones públicas, patronales, medios de comunicación, etc.
En la última década han surgido perspectivas novedosas como la noción de Compromiso Social Aplicado planteada por Silvia Gabriela Vázquez (2013; 2015) para referirse a un particular modo de implementar proyectos de RS, alineando las necesidades sentidas por la comunidad con la misión organizacional, los talentos y la vocación de servicio de quienes los desarrollan.

## Beneficios e implicaciones de la RSE
El carácter de los beneficios que puede otorgar la aplicación de responsabilidad social en una empresa es relativo a la naturaleza de la misma y es difícil de cuantificar. Algunos autores (Orlitzky, Schmidt, and Rynes) encuentran que hay una relación directa entre el desempeño social/ambiental y el financiero. Sin embargo, aquellas empresas que aplican RSE no buscan un rédito financiero en el corto plazo.
Si bien la definición usada para explicar el impacto en los accionistas se refiere generalmente a esfuerzos solidarios y voluntarios. La gestión de RSE puede operarse desde departamentos internos a la compañía como recursos humanos, desarrollo del negocio o relaciones institucionales, o bien puede formar parte de una unidad independiente que reporta al director o, en algunos casos, a la junta de directivos. No obstante, algunas compañías implementan acciones con valores similares, sin necesariamente definir un equipo o un programa estratégico.
A menudo la RSE se utiliza para mejorar la imagen de la empresa. Si la estrategia de la empresa y sus operaciones están alejados de la responsabilidad social, el programa de RSE se puede interpretar como un intento de lavado de imagen (ecoblanqueo greenwash si se trata de asuntos ambientales) y la empresa queda en evidencia.
Sin embargo, algunos estudios revelan que no solo la imagen de la empresa mejora con la implementación de la RSE, sino que adicionalmente:
"La política de responsabilidad social de las compañías aumenta la motivación, la productividad y el sentimiento de pertenencia de sus equipos, refuerza la atracción y retención del talento, a la vez que mejora el clima laboral."
Dentro de una empresa es probable que el programa de RSE se funde en alguno o varios de los siguientes argumentos:

### Recursos Humanos
Un programa de RSE puede apuntar al reclutamiento y retención de talentos, especialmente considerando el alto grado de competitividad del mercado. Asimismo, un programa de RSE ayuda a mejorar y promover una buena imagen de la compañía en el personal interno, especialmente en casos donde los empleados resultan directamente involucrados a través de actividades generadas por el programa.

### Filantropía corporativa estratégica
Las empresas han comenzado a adoptar la RSC no solo como resultado de presiones de los consumidores, los proveedores, la comunidad, las organizaciones de activistas, los inversionistas, etc. (llamados en conjunto "actores" o stakeholders); sino también como una actividad estratégica adicional en la competencia comercial.
Las empresas pueden desempeñar un papel muy importante en la vida de las personas, no solo como proveedoras de empleo y de riqueza, sino como agentes de desarrollo en las comunidades donde están insertas. Muchas grandes empresas son conscientes de ello y han tratado de aprovechar las expectativas que genera la RSC para obtener ventajas competitivas (ayudan ayudándose). La filantropía corporativa ha dejado de ser una actividad autónoma confiada a una fundación y va formando parte, cada vez más, de las estrategias que contribuyen a realizar el objeto social de la empresa.

### La empresa extendida
El concepto de empresa extendida consiste en integrar en la estrategia de negocio todos los elementos que forman parte del engranaje productivo, desde el cliente hasta el proveedor. Implicando que la RSE no para en los confines de la empresa, sino que llega a tener responsabilidad compartida de las acciones de su cadena de valor. Algunas empresas de gran tamaño, demuestran su responsabilidad social fomentando el espíritu de empresa en las regiones donde tiene impacto. Toma especial relevancia el concepto de desarrollo de proveedores, y que las empresas deben desplegar en su cadena de suministro el concepto de RSE.

## Críticas y controversias
Si bien la RSC y la RSE son vistas como aspectos positivos, tanto en la comunidad empresarial como entre los investigadores. Sin embargo, la práctica actual de la RSC ha sido objeto de no pocas críticas y controversias. En parte, porque muchas empresas han tratado de presentar como éticas y responsables, prácticas que en realidad contradicen el espíritu de la RSC. Para una empresa u organización corporativa, puede ser muy ventajoso sugerir que cumple todos los puntos de la RSE y mostrarse como institución ética, cuando en realidad, esa autoidentificación puede ser sólo una manera de ocultar prácticas cuestionables.
Si bien los principios de la RSC son bien conocidos, existen relativamente pocos estudios sobre cómo las empresas utilizan la comunicación de RSE para gestionar una crisis. Los pocos estudios relevantes de RSE se han centrado en la presión ejercida sobre las corporaciones por los gobiernos, los clientes, los medios de comunicación o el público. Aunque los inversores tienen una influencia significativa en el valor de la empresa, este grupo de partes interesadas ha sido poco atendido en la investigación sobre la divulgación de la RSC. Algunos investigadores chinos descubrieron que las empresas más declaraciones relacionadas con su RSC en respuesta a las críticas de las redes sociales publicadas por los inversores, lo cual sugiere que en realidad apelar a la RSC es una manera de no afrontar directamente las críticas, blanqueando las acciones cuestionables que pudieran existir. Igualmente, se ha encontrado que las empresas de regiones con preocupación del gobierno local sobre cuestiones sociales tienen más probabilidades de publicar información sobre RSC e informar sobre actividades sustantivas relacionadas con la misma, lo cual sugiere que la adhesión a la RSC podría estar siendo en parte simplemente una forma de crearse una buena imagen sin que pueda verificarse realmente un apego a los principios de la RSE.
Además existen casos bien testimoniados en que la RSE únicamente se usa para mejorar la imagen de la compañía, por lo que la adhesión a los principios de la RSE es una mera estrategia de márketing social, como sucede en los casos de ecoblanqueo.

### El dilema de Goodpaster y Mathews
La RSC ha trascendido los círculos expertos más reducidos, para instalarse en el debate público, como consecuencia del papel que desempeñan y del impacto que tienen actualmente las empresas en la sociedad. Kenneth E. Goodpaster y John B. Mathews, Jr., entre otros, han formulado el siguiente dilema: las empresas multinacionales son tan poderosas que es peligroso que se inmiscuyan en temas sociales y políticos, pero también lo es que solamente se dediquen a maximizar sus ganancias. En consecuencia, si las empresas tienen posibilidades de aumentar sus ganancias entrando en temas sociales y políticos, simplemente lo harán.
El impacto de las multinacionales en el desarrollo humano e incluso el rol de las empresas como actores de la cooperación al desarrollo, es uno de los debates más recientes y cuyos resultados aún deben ser valorados con mayor perspectiva, aunque ya existen algunas publicaciones al respecto.

## Historia
En el siglo XIX, algunos empresarios industriales en Europa y en los EE. UU., se preocuparon por la vivienda, el bienestar y la caridad hacia sus empleados. Por otro lado, aparecen agrupaciones que consideraban poco ético lucrar con productos perjudiciales para la sociedad, como tabaco, alcohol, etc. y aparecen también movimientos contrarios a esas agrupaciones. 
Una de las primeras acciones de filantropía empresarial, citada por los expertos como un precedente de lo que en la década posterior se desarrollaría como el ámbito de la RSC, fue una campaña ideada en 1983 por el mercadólogo Jerry Welsh, vicepresidente ejecutivo de American Express, en la que la firma bancaria destinó un centavo para la restauración de la Estatua de la Libertad por cada transacción realizada con una de sus tarjetas. La recaudación total para la restauración de la estatua ascendió a más de 1,75 millones de dólares y cosechó una amplia acogida porque la estatua era un símbolo de consenso en el país asociado al liberalismo, lo que concordaba con la identidad de American Express.
En el siglo XX, con el desarrollo del estado de bienestar, el sentimiento filantrópico se volcó en relaciones formales integrales dentro de las instituciones; cuando hasta entonces el único objetivo empresarial había sido aumentar la productividad y los beneficios económicos.
Aunque la expresión RSE surge entre los 50-60 en EE. UU., no llega a desarrollarse en Europa hasta los 90, cuando la Comisión Europea utilizó el concepto, para implicar a los empresarios en una estrategia de empleo que generase mayor cohesión social, puesto que en la sociedad europea había cada vez más problemas en torno al desempleo de larga duración y la exclusión social que eso suponía. Más tarde, en 1999, el secretario general de la ONU durante el Foro Económico Mundial de Davos, pidió al mercado mundial que se adoptasen valores con rostro humano.
Desde los años noventa, este concepto ha ido tomando fuerza y evolucionado constantemente, tras la llegada de la globalización, el aceleramiento de la actividad económica, la conciencia ecológica y el desarrollo de nuevas tecnologías.
Hay organismos de carácter internacional que se encargan de delimitar, en lo posible, el concepto teórico de la RSC, cuyas directrices sirven como orientación para las empresas que se deciden a transitar por este camino. Dentro de los más destacados se podría citar a los siguientes:
- Pacto global de las Naciones Unidas
- Global Reporting Initiative (Iniciativa mundial para la rendición de cuentas)

Además, existen otras entidades e iniciativas nacionales especializadas en RSC, que están contribuyendo de forma determinante a la creación y difusión de una cultura responsable entre las organizaciones que forman el tejido empresarial de cada país.
Como documento decisivo en Europa, destaca el llamado sobre RSC. El artículo 116, de la ley francesa sobre nueva reglamentación económica del 2001, incluso impone la obligación jurídica a las empresas, de informar acerca de sus acciones de índole social. En Brasil, la coalición presidida por el izquierdista Luiz Inácio Lula da Silva, en la que participan numerosos empresarios, ha promovido la RSC y existe un proyecto de Ley de Responsabilidad Social de octubre del 2003.
Existen normas oficiales acerca de la RSC como la norma SA 8000 (Social Accountability Standard 8000) impulsada por el Council on Economic Priorities y aplicada por SAI, así como la norma SGE 21 de Forética, norma que certifica globalmente la RSC en todos sus ámbitos. En noviembre de 2010 fue publicada la norma-guía ISO 26000, desarrollada con la participación de 450 expertos participantes y 210 observadores de 99 países miembros de ISO y 42 organizaciones vinculadas. La ISO 26000 no tiene por finalidad ser certificable ni un sistema de gestión, sino orientar las organizaciones en la introducción de prácticas socialmente responsables.
Según la ONG AccountAbility, en un ranking de los 108 países cuyas empresas tienen un mayor grado de desarrollo de la Responsabilidad Social Empresarial, los líderes son Suecia, Dinamarca, Finlandia, Islandia, Reino Unido, Noruega y Nueva Zelanda.

### Pacto Mundial
En 1999 y como iniciativa de Kofi Annan (entonces secretario de las Naciones Unidas), se lanzaron una serie de iniciativas las cuales identificaron lineamientos o principios que debían ser considerados por las empresas, para contribuir al desarrollo de la sociedad, comunidades y los mercados. Las medidas establecidas en esta iniciativa involucran temas de derechos humanos, laborales, del cuidado al medio ambiente así como medidas anticorrupción, temas que abarcan los "Diez Principios" con que cuenta el Pacto Mundial, conocido como «UN Global Compact». Si bien las empresas no se encuentran obligadas de forma jurídica alguna a la implementación y seguimiento de dichos principios, son lineamientos aspiracionales que dentro de su gestión, operaciones u estrategias, deben de tomar en cuenta para actuar y cumplir dentro de un marco de Responsabilidad Social Corporativa establecido a nivel mundial.

### ODS
En septiembre de 2015, se aprueban los Objetivos de Desarrollo Sostenible, como parte de la Agenda 2030 durante la Cumbre del Desarrollo Sostenible. Los 17 ODS y las 169 Metas asociadas, lanzados oficialmente en enero de 2016 se espera que sean el marco unificado que permita un seguimiento y progreso medible y comparable. El Pacto Mundial adoptó los ODS, unificándolos en su actuación a nivel global a sus 10 principios. Las empresas han comenzado el proceso de adaptación de sus acciones de sostenibilidad a las metas de los ODS.

## ¿Cómo se mide la RSC?
En la actualidad, el trabajo de los gobiernos e instituciones oficiales se centra en la difusión de la importancia de la RSC. Además, existen numerosas propuestas para clasificar los distintos tipos de empresas, bien a partir de informes elaborados por las propias entidades, o bien a través de la recopilación de noticias existentes sobre cuestiones relacionadas con la RSC de las empresas.
. No obstante, en la actualidad no existe un estándar aceptado para la medición de la RSC de las empresas.
El Ranking de Sustentabilidad Empresarial PROhumana es una metodología de gestión y evaluación de la sostenibilidad que se usa como herramienta de aprendizaje para empresas, permitiéndoles conocer el estado actual de sus políticas y programas de sostenibilidad.
La escala CSR de Turker (2009) es un instrumento validado que se ha utilizado para medir la percepción que tienen los trabajadores de si su empresa es o no una empresa con responsabilidad social corporativa. Una investigación utilizó esta escala y logró validar su versión en español en febrero de 2017. La investigación en cuestión se propuso explicar la influencia que ejerce la responsabilidad social empresarial en la satisfacción social de los trabajadores en el mercado de mano de obra de la maquila mexicana. Se estableció que la satisfacción laboral está determinada por la responsabilidad social empresarial. Para verificar el modelo se realizó una prueba empírica con 129 trabajadores de una maquiladora.